# 브라이언 스티븐스
브라이언 메리스 스티븐스(영어: Bryan Maris Stephens, 1920년 7월 14일~1991년 11월 21일)는 미국의 프로 야구 선수로, 아칸소주 페이엣빌 출신의 우완 투수였다. 메이저 리그 베이스볼(MLB)에서 74경기를 뛰었는데 이중 31경기를 1947년에 클리블랜드 인디언스에서, 43경기를 1948년에 세인트루이스 브라운스에서 소화했다. 선수 시절 193 cm (6 피트 4 인치)와 79 kg (175 파운드)의 체격을 갖고 있었다.
캘리포니아주 로스앤젤레스군에 있는 워싱턴 고등학교를 다녔고, 1939년에 디트로이트 타이거스와 선수 계약을 맺었다. 다음 시즌에 인디언스가 그를 영입했고, 스티븐스는 1940년부터 1942년까지 인디언스 산하 팜팀에서 뛰었다. 특히 1942년에는 클래스 B 일리노이 인디애나 아이오와 리그의 시더래피즈 레이더스에서 뛰며 20승 4패를 기록했다. 1934년부터 1945년까지는 제2차 세계 대전에 참전한 미국 육군에 복무하며 선수로 뛸 수 없었다. 1946년에 복귀해 마이너 리그에서 한 시즌을 더 소화한 후인 이듬해 빅리그 로스터에 이름을 올렸다.
1947년 5월 15일, 스티븐스는 그리피스 스타디움에서 치러진 워싱턴 세너터스와의 경기에서 선발투수로 메이저 리그 데뷔전을 가졌다. 후일 미국 야구 명예의 전당에 헌액되는 투수 얼리 윈과의 맞대결에서 9이닝 동안 8안타를 허용했는데 이는 모두 단타였고, 양 팀 점수 9–1로 스티븐스는 데뷔전을 완투승으로 장식했다. 이 경기 이후 루 부드로 감독이 그를 불펜으로 내려보내면서, 스티븐스는 한 달이 지나서야 다시 선발 기회를 부여받게 되는데 이번에도 워싱턴의 윈을 상대해야 했다. 6월 19일 경기에서 스티븐스는 5이닝을 투구했고 이후 타석에서 대타와 교체되었으며, 점수 3–2로 패전 투수가 되었다. 이번 시즌 스티븐스는 다섯 번의 선발 등판 기회를 가졌고, 7월 15일 이후에는 구원 투수로만 기용되었다. 시즌 성적은 92이닝 동안 5승 10패, 평균자책점 4.01, 1세이브, 34탈삼진을 나타냈다.
1947년 11월 20일에 클리블랜드의 스티븐스를 포함해 조 프레이저, 딕 코코스, 현금 2만 5천 달러와 세인트루이스 브라운스의 월트 주드니치, 밥 먼크리프를 맞바꾸는 트레이드가 단행되었다. 1948년 시즌 초 스티븐스는 주로 불펜에서 뛰다가 6월에만 다섯 차례 연속 선발 등판 기회를 가졌다. 하지만 바로 4연패를 당했고 직후 등판에서 완투승을 거뒀는데, 스포츠맨스 파크에서 치러진 보스턴 레드삭스와의 경기였다. 이 경기에서 스티븐스는 8회 데니 게일하우스를 상대로 3타점을 올리는 결승 2루타를 때려냈다. 우연히도 이 경기에는 스티븐스와 유사한 성을 지닌 보스턴의 번 스티븐스와 세인트루이스의 1루수 척 스티븐스도 나란히 출전했다. 하지만 스티븐스는 이해 준수한 성적을 거두지 못했다. 시즌 122+2⁄3이닝 동안 3승 6패에 6.02의 높은 평균자책점을 기록했다. 메이저 리그에서 두 시즌을 보낸 뒤 스티븐스는 마이너 리그에서 프로 선수 생활을 지속했다.
스티븐스는 메이저 리그 통산 214+2⁄3이닝 동안 220피안타, 106볼넷, 69탈삼진을 기록했다.